# Lilesville
Lilesville é uma aldeia  localizada no estado norte-americano de Carolina do Norte, no Condado de Anson.

## Demografia
Segundo o censo norte-americano de 2000, a sua população era de 459 habitantes.
Em 2006, foi estimada uma população de 432, um decréscimo de 27 (-5.9%).

## Geografia
De acordo com o United States Census Bureau tem uma área de
2,6 km², dos quais 2,6 km² cobertos por terra e 0,0 km² cobertos por água. Lilesville localiza-se a aproximadamente 72 m acima do nível do mar.

## Localidades na vizinhança
O diagrama seguinte representa as localidades num raio de 20 km ao redor de Lilesville.